# Rio Cârţişoara
O Rio Cârţişoara é um rio da Romênia, afluente do Olt, localizado no distrito de Sibiu.